# Liste der Monuments historiques in Xammes
Die Liste der Monuments historiques in Xammes führt die Monuments historiques in der französischen Gemeinde Xammes auf.

## Liste der Immobilien
| Bezeichnung       | Beschreibung           | Standort          | Kennzeichnung | Schutzstatus | Datum | Bild           |
| ----------------- | ---------------------- | ----------------- | ------------- | ------------ | ----- | -------------- |
| Kirche St-Clément | ab dem 12. Jahrhundert | Grande Rue (Lage) | PA00106439    | Classé       | 1921  | weitere Bilder |

## Liste der Objekte
| Bezeichnung                   | Beschreibung                          | Standort                        | Kennzeichnung | Schutzstatus | Datum | Bild |
| ----------------------------- | ------------------------------------- | ------------------------------- | ------------- | ------------ | ----- | ---- |
| Skulptur Unterweisung Mariens | Holz, farbig gefasst, 18. Jahrhundert | in der Kirche St-Clément (Lage) | PM54002015    | Inscrit      | 1989  |      |